# Аср (молитва)
Аср (صلاة العصر — Післяполуднева молитва) — надвечір'я у мусульман, післяполудневі години, а також обов'язкова молитва, яка відбувається в цей час. Час для цього намазу починається відразу після закінчення часу полуденного намазу.
Це третя за рахунком з п'яти обов'язкових молитов, які в сукупності складають другий з п'яти стовпів ісламу. Молитва салят аль-’аср згадується в 238 аяті сури аль-Бакара.